# Bateu Saudade
Bateu Saudade é o nono extended play da cantora brasileira Joelma, lançado em 30 de janeiro de 2021 de forma independente. Foi gravado em 3 de outubro de 2020 no espaço de eventos Quinta da Cantareira, em Mairiporã, durante o show virtual que leva o mesmo nome, com repertório formado por baladas românticas gravadas anteriormente. O EP é um projeto visual; isto é, cada canção conta com um vídeo musical.

## Antecedentes e lançamento
Em 17 de setembro de 2020, Joelma publicou, em suas contas nas redes sociais, um vídeo em que canta "A Saudade Bateu", do álbum Vibrações (2014), e anuncia um show virtual ao vivo intitulado Bateu Saudade, com repertório formado por baladas românticas gravadas anteriormente. No dia seguinte, a cantora divulgou a data e o horário do show para 3 de outubro de 2020, às 16 horas, em seu canal no YouTube, diretamente do espaço de eventos Quinta da Cantareira, em Mairiporã, no estado de São Paulo.
A apresentação foi gravada e se tornou um extended play (EP), disponibilizado para pre-save nas plataformas de streaming em 27 de janeiro de 2021, com data de lançamento para o dia 30 do mesmo mês, no Dia da Saudade. No Twitter, Joelma disse que o lançamento do registro se deu "só pra dar início ao ano enquanto outros projetos estão sendo preparados". Bateu Saudade foi lançado como um projeto visual; isto é, cada faixa conta com um vídeo musical. Em 24 de agosto de 2021, um box físico do EP em formato de coração foi disponibilizado na loja virtual da cantora.

## Lista de faixas
Lista de faixas adaptadas do Apple Music e Tidal.
| N.º            | Título                | Compositor(es)                  | Duração |  |
| 1.             | "A saudade bateu"     | Beto Caju Marquinhos Maraial    | 3:39    |  |
| 2.             | "Perdoa"              | Beto Caju Chrystian Lima        | 3:39    |  |
| 3.             | "Estrela dourada"     | Beto Caju Marquinhos Maraial    | 4:31    |  |
| 4.             | "Maridos e Esposas"   | Chrystian Lima Ivo Lima         | 4:35    |  |
| 5.             | "Esqueça Meu Coração" | Edu Luppa Marquinhos Maraial    | 3:16    |  |
| 6.             | "A cura"              | Batan                           | 3:18    |  |
| 7.             | "Mais uma chance"     | Edílson Moreno Glayse Dominguez | 4:00    |  |
| 8.             | "Meus medos"          | Zélia Santti                    | 3:11    |  |
| 9.             | "Desfaz as malas"     | Brizola                         | 3:18    |  |
| Duração total: | Duração total:        | Duração total:                  | 33:31   |  |